# Utánveret
Az utánveret (angolul restrike, németül Nachprägung) egy érme ismételt kiadását jelenti az eredeti kibocsátó által. Az utánveretek legtöbbször az eredeti verőtővel, esetleg azok pontos másolatával készülnek, a rajtuk szereplő évszám is az eredeti veretnek felel meg, a tényleges kibocsátás dátuma így akár sok évtizeddel is meghaladhatja a verési évszámot. Utánveretet az eredeti kibocsátó vagy annak jogutódja jogosult készíteni. Az utánveretek készítőjének célja, hogy az eredetit a lehető legjobban megközelítő minőségben készítse el az érmét, ezért az utánveretet sokszor nem könnyű megkülönböztetni az eredetitől, bár esetenként használnak valamilyen megkülönböztető jelzést. Egyes országokban (például Németország) a törvény tiltja bármiféle utánveret készítését.

## Nevezéktan
A magyarban utánveret alatt elsősorban az eredeti kibocsátó által készített érmét értenek, ami többnyire, de nem feltétlenül az eredeti verőtővel készül. Ezek minősége és nemesfémtartalma is meg kell egyezzen az eredeti érmével. A magánosok által kiadott utánzatokat helyesebb inkább másolatnak, idegen szóval replikának nevezni. Ezek sokszor kevésbé értékes fémből készülnek, és kivitelük szemre is megkülönböztethető az eredetitől. A másolatok forgalmazói – szemben a hamisítókkal – megjelölik az érme összetételét és hogy másolatról van szó.
Az utánveretek általános megnevezése a németben Nachprägung (utánveret). A kifejezetten az eredeti szerszámokkal készült érmék neve Neuabschlag (kb. újveret), a nem eredeti szerszámokkal vert érme neve Neuprägung (kb. replika). A laikusok által is felismerhető másolatok neve Nachahmung (utánzat), melyeket többnyire magánzók készítenek.
Az angol szaknyelv restrike alatt szigorúan véve eredeti verőtövekkel vert érmét ért, azonban a fogalmat sokszor lazábban használják és kiterjesztik a nem eredeti vegy nem hivatalos utánveretekre, másolatokra is.

## Utánveretek Magyarországon
Ismertek az 1907-es és 1908-as százkoronás aranyak utánveretei, melyek nem sokkal az eredeti kiadás után készültek. Kivitelük szinte azonos az eredetivel, eltérés a peremirat betűtípusában és a veréshez felhasznált aranyövözet árnyalatában van, így az azonosításhoz gyakorlott szem kell. A hatvanas években az Artex Külkereskedelmi Vállalat készített utánveretet kifejezetten a külföldi gyűjtői igények kielégítésére számos történelmi magyar érméről, ezeket vagy az U·P felirattal (jelentése: utánvert próba) vagy egy rozettával jelölték meg.

## Utánveretek külföldön
Talán a legismertebb utánveret a Mária Terézia-tallér, melyet a mai napig az 1780-as utolsó eredeti kibocsátás évszámával vernek. Bár a készítéséhez nem az eredeti szerszámokat használják, minősége a mai napig megfelel a korabeli előírásoknak, és továbbra is közkedvelt kereskedelmi ezüstérme szerepét tölti be. Az eredeti és az utánveret megkülönböztetése ritkán jelent problémát, mivel az eredeti 1780-as veretekből mindössze kb. 15 példány maradt fenn, míg az utánveretek száma meghaladja a 300 milliót. Ismert utánveretek még a Bécsi pénzverde forint- és korona-utánveretei, valamennyit az utolsó verési évszámmal hoznak forgalomba. Ezek tulajdonképpen replikák, mert bár a jogutód a forgalomba hozó, de a készítéshez nem az eredeti töveket használják. Oroszországban már a XIX. században készültek utánveretek (Новодел) a gazdag gyűjtők számára, akik nagy összeget fizettek a Szentpétervári pénzverdének a ritka, jó minőségben gyakorlatilag fellelhetetlen érmék újragyártásáért.

## Külső hivatkozások
- reppa.de – Nachprägung (utánveret) In: Das große Münzen-Lexikon (Nagy érmelexikon)
- reppa.de – Neuabschläge (újveret) In: Das große Münzen-Lexikon (Nagy érmelexikon)
- Historische Münze – interaktives Münzlexikon (interaktív érmelexikon)